# Dea musica
Dea musica è un brano di Piero Pelù, secondo singolo estratto, in data 3 settembre 2004, dall'album Soggetti smarriti.
Il videoclip, mostrato in anteprima su MTV il 20 settembre, mostra un'Italia governata da un regime totalitario neofascista in cui la musica è vietata, e delle forze di polizia speciali perquisiscono e rastrellano case e abitazioni con l'intento di distruggere tutto ciò che può permettere l'ascolto musicale.

## Tracce
1. Dea musica